# Flussgebietseinheit
Die Flussgebietseinheit (FGE) ist ein Begriff aus der EU-Wasserrahmenrichtlinie. Es sind die Einzugsgebiete der Flüsse, den Staaten zugeordnet, und Kleingebiete zu systematischen Gruppen zusammengefasst.

## Definition
In Artikel 2 der Richtlinie wird der Begriff Flussgebietseinheit folgendermaßen definiert:

„ein […] als Haupteinheit für die Bewirtschaftung von Einzugsgebieten festgelegtes Land- oder Meeresgebiet, das aus einem oder mehreren benachbarten Einzugsgebieten und den ihnen zugeordneten Grundwässern und Küstengewässern besteht“

Die Flussgebietseinheiten sind die gemeinsamen und nationalen Planungsräume für die Umsetzung der WRRL, in denen wasserrechtliche Bewirtschaftungspläne erstellt werden.
Erklärungen:
- Bei großen Flusssystemen ist die Flussgebietseinheit das hydrologische Einzugsgebiet (Oberflächen- und Grundwasserkörper) zuzüglich der nahe der Mündung liegenden Küstengewässer.
- In küstennahen Landschaften mit vielen kleinen Flusssystemen können die Einzugsbereiche der Meereszuflüsse eines Küstenabschnittes und die Küstengewässer, in die sie münden, für administrative Zwecke zu einer Flussgebietseinheit zusammengefasst werden oder der Flussgebietseinheit des nächstgelegenen Stroms zugeschlagen werden. Ein gutes Beispiel ist die nach einer Bucht und dem größten der kleinen Flüsse benannte Flussgebietseinheit Schlei/Trave, die alle Meereszuflüsse der schleswig-holsteinischen Ostseeküste umfasst und mit dem Einzugsgebiet der Stepenitz bis nach Mecklenburg-Vorpommern hineinreicht.
- Da die Flussgebietseinheiten ohne Rücksicht auf die Staatsgrenzen festgelegt wurden, gibt es demnach nationale Flussgebietseinheiten, wenn alle betroffenen Gewässer ein und demselben Nationalstaat zuzuordnen sind, und internationale Flussgebietseinheiten, wenn mehrere europäische Nationalstaaten betroffen sind. In diesem Fall müssen alle Planungen auch im Kontext der betroffenen Staaten erfolgen.

## Nationales

### Deutschland

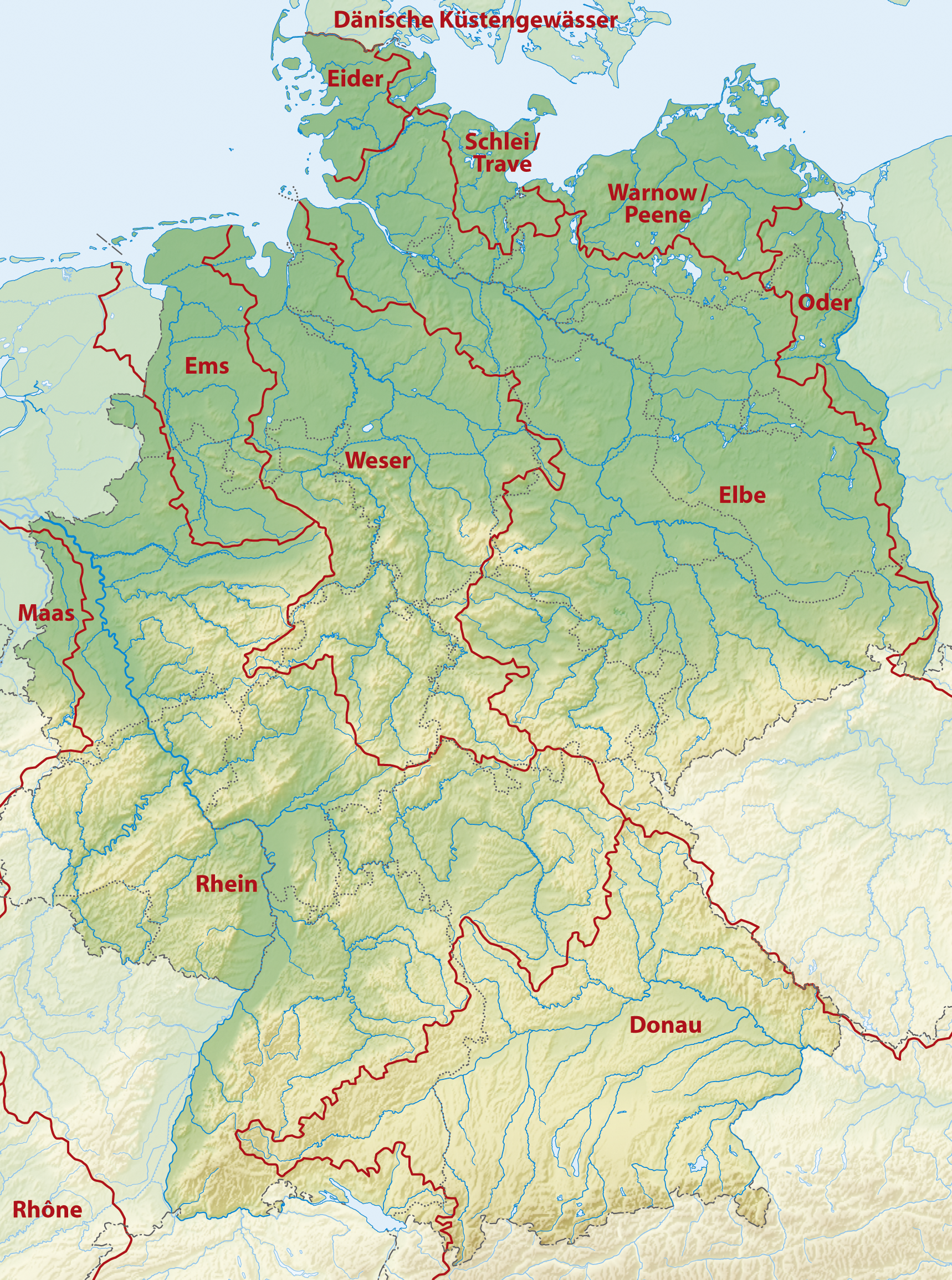
Flussgebietseinheiten in Deutschland

Deutschland umfasst die folgenden Flussgebietseinheiten:
Flussgebietseinheit Donau
Flussgebietseinheit Eider
Flussgebietseinheit Elbe
Flussgebietseinheit Ems
Flussgebietseinheit Maas
Flussgebietseinheit Oder
Flussgebietseinheit Rhein
Flussgebietseinheit Schlei/Trave
Flussgebietseinheit Warnow/Peene
Flussgebietseinheit Weser

### Österreich
Österreich hat Anteil an den Flussgebietseinheiten (Flusseinzugsgebieten) Donau (80.593 km², 96 % des österreichischen Staatsgebiets), Rhein (2,8 %, in Vorarlberg) A6 und Elbe (1,1 %, kleines Gebiet im Mühl- und Waldviertel).
Die Flussgebietseinheiten (Planungsräume) des Nationalen Gewässerbewirtschaftungsplans (NPG) sind:
| Code | Bezeichnung                    | umfasst die Einzugsgebiete von | international | über                                              |
| ---- | ------------------------------ | --- | ------------- | ------------------------------------------------- |
| DBJ  | Donau bis Jochenstein A1       | Inn A1 (>500 km²: in Tirol Sanna, Ötztaler Ache, Sill, Ziller; >250 km²: flussabwärts des bayerischen Teils in Oberösterreich Mattig, Antiesen), mit den über Bayern abfließenden Inn-Zuflüssen in Tirol wie Großache und Salzach (mit Saalach) sowie Lech und Isar | Donau         | über Deutschland resp. an der deutschen Grenze A1 |
| DUJ  | Donau unterhalb Jochenstein A1 | Flüsse direkt zur Donau A2 (>4000 km²: Traun mit Ager, Alm; Enns mit Salza, Steyr; >500 km² zur Donau: Große Mühl, Innbach/Aschach, Aist, Ybbs, Erlauf, Pielach, Kamp, Traisen, Schwechat, Fischa, Rußbach)                                                         | Donau         | in die Slowakei                                   |
| MAR  | March                          | March (mit Zaya), sowie Thaya A3 (über Tschechien, >500 km²: Mährische Thaya, Pulkau) | Donau         | an der slowakischen Grenze                        |
| LRR  | Leitha, Raab und Rabnitz       | Leitha; A4 Rabnitz mit Neusiedlersee; A5 Raab mit Lafnitz/Feistritz, sowie Pinka, u. a. | Donau         | alle über Ungarn                                  |
| MUR  | Mur                            | Mur (>500 km²: Mürz, Kainach, Sulm) | Donau         | über die Drau/Drava in Slowenien                  |
| DRA  | Drau                           | Drau (>500 km²: Isel, Möll, Lieser, Gail, Glan, Gurk, Lavant) | Donau         | über Slowenien                                    |
| RHI  | Rhein                          | Rhein (mit Ill), Bodensee–Zuflüsse (wie Bregenzer Ache) A6 | Rhein         | schweizerisch-deutsche Grenze im Bodensee         |
| ELB  | Elbe                           | Lainsitz, Maltsch (<500 km²) | Elbe          | über Moldau/Moldava in Tschechien                 |

A1 mit einigen Bächen aus dem Sauwald zur Donau zwischen Innmündung bei Passau und Jochenstein; ab dort Donauzuflüsse beiderseits österreichisch; da der Pegel Achleiten 1955 im Stausee Jochenstein ersoffen ist, ist der Jochenstein unterhalb der neue hydrometrische Markstein.
A2 March mit den Anteilen in Tschechien
A3 mit dem in die slowakische Donau entwässernden Grundwasserkörper bei Kittsee
A4 sowie Leithakanal und Grundwasserkörper der Parndorfer Platte bei Nickelsdorf über Ungarn zur Leitha
A5 Endorheisches Becken, über den Einser-Kanal an das System Rabnitz angeschlossen
A6 mit einem kleinen Areal am Arlberg in Tirol

### Frankreich

Flussgebietseinheiten im metropolitanen Frankreich

Der Begriff „Flussgebietseinheit“ nennt sich in Frankreich District hydrographique.
| Code | Kurzbezeichnung   | umfasst die Einzugsgebiete von                                             | international |
| ---- | ----------------- | -------------------------------------------------------------------------- | ------------- |
| FRA  | Schelde – Somme   | Schelde, Somme und Küstenflüsse zu Ärmelkanal und Nordsee                  | EU33          |
| FRB1 | Maas              | Maas                                                                       | EU3           |
| FRB2 | Sambre            | Sambre                                                                     | EU3           |
| FRC  | Rhein             | Rhein                                                                      | EU36          |
| FRD  | Rhône             | Rhone und Küstenflüsse zum Mittelmeer                                      | EU35          |
| FRE  | Korsika           | Korsika                                                                    |               |
| FRF  | Adour – Garonne   | Adour, Garonne, Dordogne, Charente und Küstenflüsse von Nouvelle-Aquitaine |               |
| FRG  | Loire – Bretagne  | Loire und die Küstenflüsse des Département Vendée und der Bretagne         |               |
| FRH  | Seine – Normandie | Seine und die Küstenflüsse der Normandie                                   | EU31          |
| FRI  | Guadeloupe        | Guadeloupe                                                                 |               |
| FRJ  | Martinique        | Martinique                                                                 |               |
| FRK  | Guyana            | Guyana                                                                     |               |
| FRL  | Réunion           | Réunion                                                                    |               |
| FRM  | Mayotte           | Mayotte                                                                    |               |

### Italien
Italien besitzt seit der Neuregelung von 2016 sieben Flussgebietseinheiten, im Italienischen als „distretti idrografici“ bezeichnet.
| Code | Kurzbezeichnung    | umfasst die Einzugsgebiete von | Fläche in km² |
| ---- | ------------------ | --- | ------------- |
| ITA  | Ostalpen           | Etsch, Obere Adria, Lemene, Fissero Tartaro Canalbianco und die regionalen Einzugsgebiete Venetiens und Friaul-Julisch Venetiens sowie die in die Lagune von Venedig abfließenden Einzugsgebiete                            | 39.385        |
| ITB  | Padano             | Po | 71.057        |
| ITC  | Nördlicher Apennin | Arno, Magra, Serchio sowie alle in Ligurien liegenden Einzugsgebiete und die Einzugsgebiete aus der Toskana, die in das Tyrrhenische Meer abfließen                                                                         | 24.300        |
| ITE  | Zentraler Apennin  | Tiber, Tronto, Sangro, Potenza, Chienti, Tenna und die Einzugsgebiete aus der Region Latium, die in das Tyrrhenische Meer abfließen sowie die Einzugsgebiete eines Großteils der Region Abruzzen sowie der südlichen Marken | 36.500        |
| ITF  | Südlicher Apennin  | Liri-Garigliano, Volturno, Sele, Sinni, Noce, Bradano und Teile der in den Regionen Abruzzen und Latium liegenden sowie alle übrigen Einzugsgebiete aus den Regionen Apulien, Basilikata, Kalabrien, Kampanien und Molise.  | 68.000        |
| ITG  | Sardinien          | Alle Einzugsgebiete auf Sardinien | 24.000        |
| ITH  | Sizilien           | Alle Einzugsgebiete auf Sizilien | 26.000        |